# F-CK-1經國號戰鬥機
F-CK-1經國戰鬥機（英語：AIDC F-CK-1 Ching-kuo）是中華民國在美國技術協助下開發的一種輕型超音速多用途噴射戰鬥機，具備視距外作戰能力及冷艙啟動快速等特點；在中華民國空軍的規劃下，自製F-CK-1戰鬥機與向法國採購的幻象2000-5戰鬥機、向美國採購的F-16A/B戰鬥機，構成中華民國国军防衛臺灣海峽制空權的主力，其中F-CK-1型戰鬥機負責中低空防禦及部分對地攻擊任務。
1980年代在時任中華民國總統蔣經國指示下，中華民國政府藉美國政府的幫助及技術移轉以展開「自製防禦戰機」（英語：Indigenous Defense Fighter）的研發，旨在取代逐漸老化的F-5自由鬥士戰鬥機作為中華民國空軍的新一代主力機，於是產生了中華民國空軍建軍史上最大的自製武器開發計劃——「鷹揚計劃」。1988年12月10日第一架「IDF」原型機出廠，1992年進入空軍服役；該戰機型號為「F-CK-1」，其中「CK」為「經國」二字威妥瑪拼音「Ching-kuo」的縮寫，並命名為「經國戰機」，以紀念蔣經國。
在量產型F-CK-1全數交付完成後，以提升「經國戰機」（F-CK-1A/B）的性能，漢翔時期對F-CK-1的升級方案進行探討以應付對岸中国人民解放军日益增加的空防威脅，經研析後把升級計畫分為航電系統與武器系統兩大部分（翔昇/翔展計畫）。2006年第一架「翔昇機」試飛成功，2007年3月27日F-CK-1C/D型戰鬥機正式公開，並命名為「雄鷹號戰機」。

## 設計特點

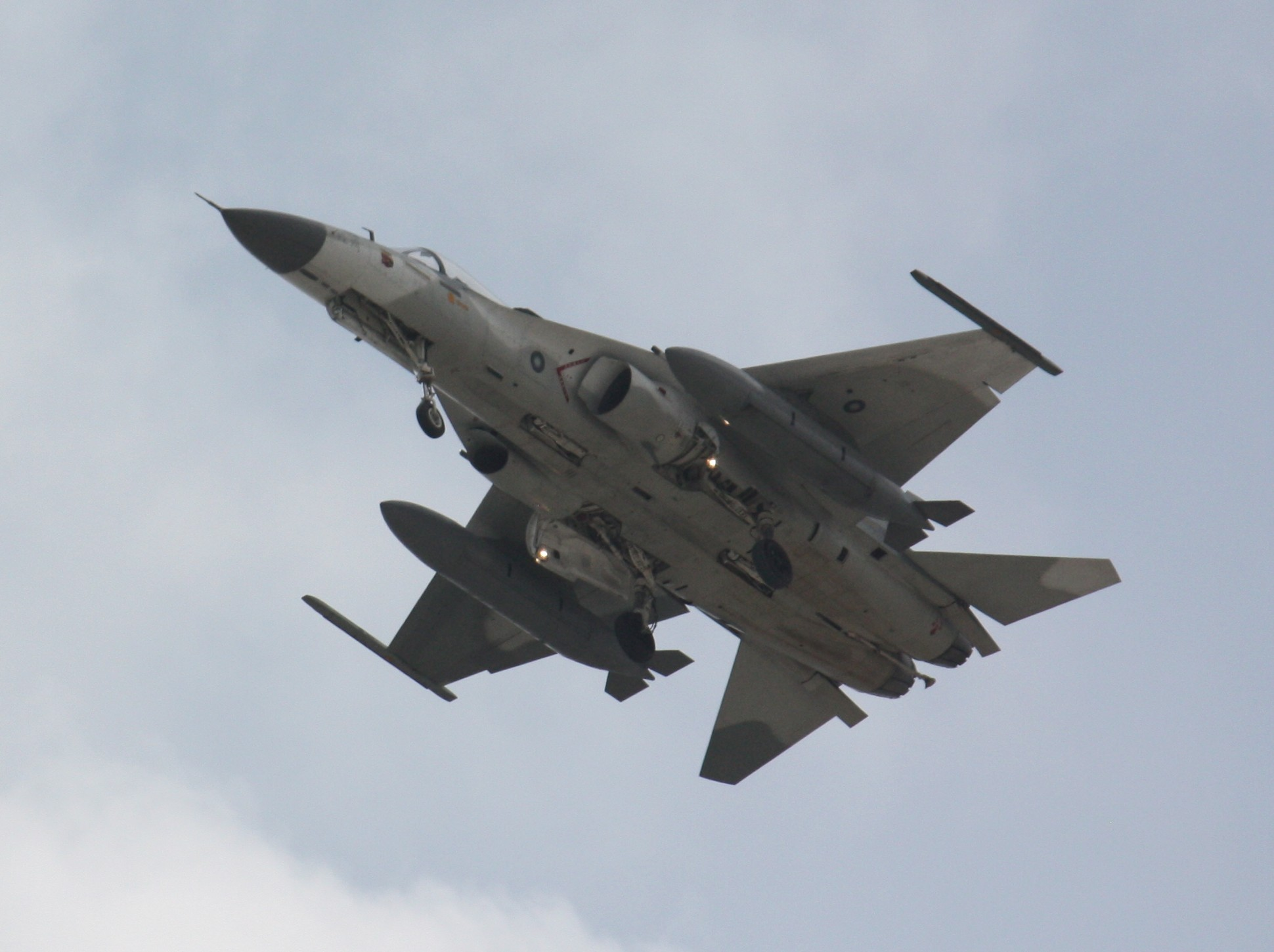
單座F-CK-1經國戰機下視

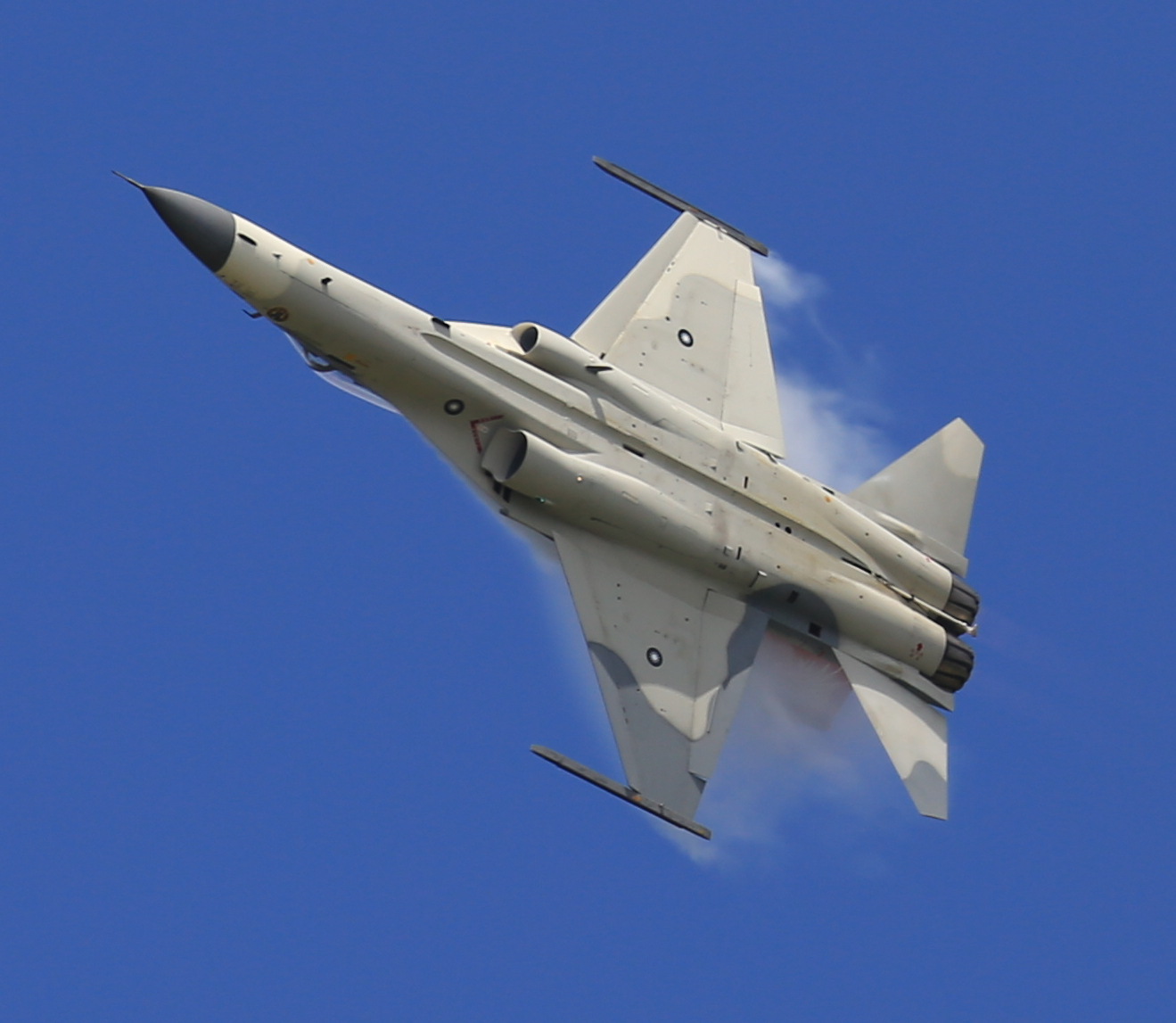
單座F-CK-1經國戰機機腹

經國號戰機基本氣動設計由F-16戰隼戰鬥機改良，因應中華民國空軍的需求及美方限制而做出妥協，進氣口採固定式、向機身內部彎曲縮小的設計（S型進氣通道），戰機在高攻角時不會出現引擎進氣量不足造成失速，此外由於進氣口向內彎曲使得引擎所產生的餘熱較不易散失，無形中減少了進氣道與風扇段的反射訊號強度，增加了匿蹤的特性。美方人員曾說「你們在無意中造就了一個有隱密潛力的進氣道，恭喜了。」。另外座艙彈射椅傾斜30度，可協助飛行員承受較高的G力。操縱桿和F-16戰隼戰鬥機一樣，置於飛行員右手處，並配有手置節流閥與操縱桿（HOTAS，Hands On Throttle And Stick)，並採用全罩式的淚滴式座艙，具有前隔框但開啟方式卻是像F-16戰隼戰鬥機般整片向上掀開，飛行員擁有良好的視線範圍。
經國號戰機有9個掛架（Pylon），依序分別為左翼端，左翼外側，左翼內側，左發動機進氣口外下方，機腹中線，右發動機進氣口下方，右翼內側，右翼外側，以及右翼端。
擔任對空作戰任務時，外掛兩枚中程空對空飛彈（天劍二型）和四枚短程空對空飛彈（天劍一型）與2公秉油料（約550加侖），於左右翼外側以及翼端掛載天劍一型飛彈各1枚，機腹中線搭載天劍二型飛彈2枚（縱列半埋於機腹），左右翼內側掛載1040L副油箱各一具，這是經國號戰機最典型的空優作戰武裝。在經國號戰機座艙左後方裝有一挺M61A1機砲，可用於纏鬥空戰或對地攻擊，備彈400發左右。
擔任對地任務時，左右翼翼端各掛載一枚天劍一型飛彈；掛載MK-82通用炸彈（500磅）的話，機腹中線掛架可掛載2枚，其他掛架可各搭載1枚；如果掛載MK-84重型通用炸彈的話（2,000磅），左右翼內側，以及機腹中線可各掛載1枚；MK-20石眼集束炸彈（Rockeye）最多可掛載10枚；燃燒彈7枚；火箭莢艙3至4具；左右翼內側，以及機腹中線掛架可以各掛載1具1,040L或是275gal副油箱。

## 發展史

### 發展過程
由於中華人民共和國的外交壓力，加上美國與中共正處於蜜月期，聯手對抗蘇聯，中華民國空軍向美國提出購買F-16/J79戰鬥機與F-20虎鯊戰鬥機各150架的計畫被否決後，1982年航空工業發展中心（航發中心）開始F-CK-1戰鬥機的發展專案。在1983年這個專案被分為四個部分：
- 鷹揚：發展機身，與通用動力合作。
- 雲漢：發展引擎與相關系統，與蓋瑞特（英语：Garrett_Systems）合作、共同成立國際渦輪引擎公司（ITEC）。
- 天雷：發展航電系統，與美國西屋電子合作。
- 天翔，後改名天劍：發展空對空飛彈，在美國技術與關鍵技術協助下發展短程與中程空對空飛彈。

F-CK-1戰鬥機研製時，由於當時情報指出法國有可能向中國人民解放軍出售幻象2000-5型戰鬥機，所以本機自立案時就以幻象2000-5戰機為第一假想敵，但後來法國也賣國軍幻象2000-5戰機，所以變成相輔相成。F-CK-1戰機在設計階段遭遇最大的困難就是理想的飛機發動機的取得；飛機的性能好壞，引擎的關係非常的大，如果可以獲得大推力的軍用引擎，一架戰鬥機的設計就能事半功倍。由於在技術與關鍵系統上必須仰賴美國的協助，加上航發中心與空軍自己並沒有任何戰鬥機的設計經驗，美國願意釋放何種等級的技術與關鍵系統就成為決定F-CK-1戰機性能的主要因素。

### 發展計畫
為了研發自製防禦戰鬥機，航發中心成立三個相關子計畫分別執行。F-CK-1戰機本身研製，零組件達到48萬餘件，儀電線束47萬餘公尺、電線多達1萬1千餘條、設計工程圖7千餘張，相關的試驗報告、計畫書、規範多達1萬2千餘份，工具製造1萬7千餘件，投入相關開發工作的廠商超過1,000家，計畫總工時4千餘萬工時，尚不包括其他重要分系統，如引擎、飛彈、雷達等，更是不計其數。經國號戰機共歷經32次重大構型改良，8,000餘次風洞測試，並完成零件56萬餘件製造。
在發展過程中，航發中心製造一架IDF戰機的全尺寸木質模型機作為實機的地面實驗測試用。自經國號戰機於民國78年5月28日首飛後，該架IDF全尺寸木質模型機按規定應銷毀，後經鷹揚計畫主持人彭元熙博士奔走努力和陳盛文將軍的居中協調下而得以留存至今，現在漢翔公司將此模型機捐贈給高雄科工館，作為該館典藏。

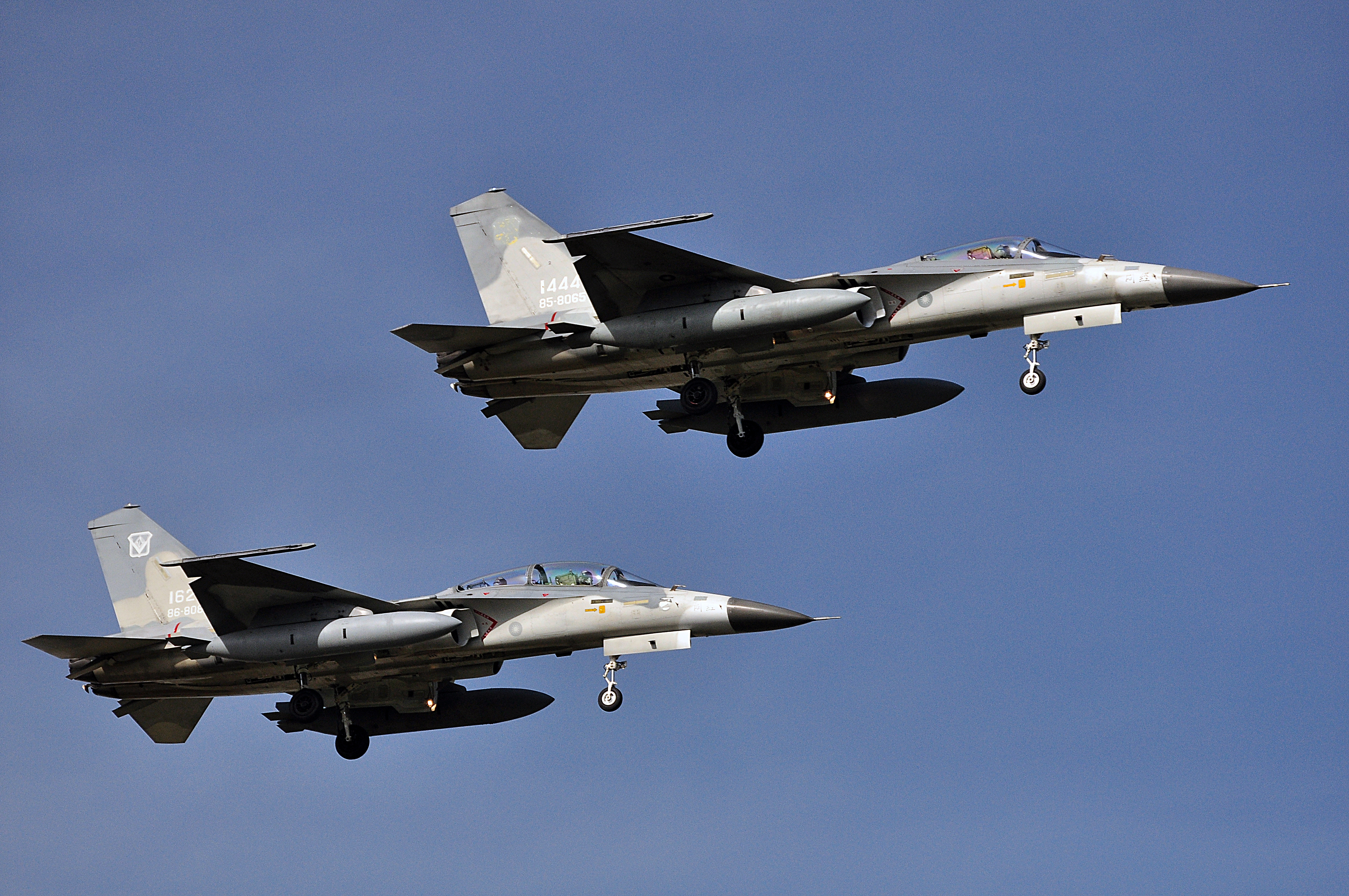
雙機編隊飛行的F-CK-1A單座機與F-CK-1B雙座機

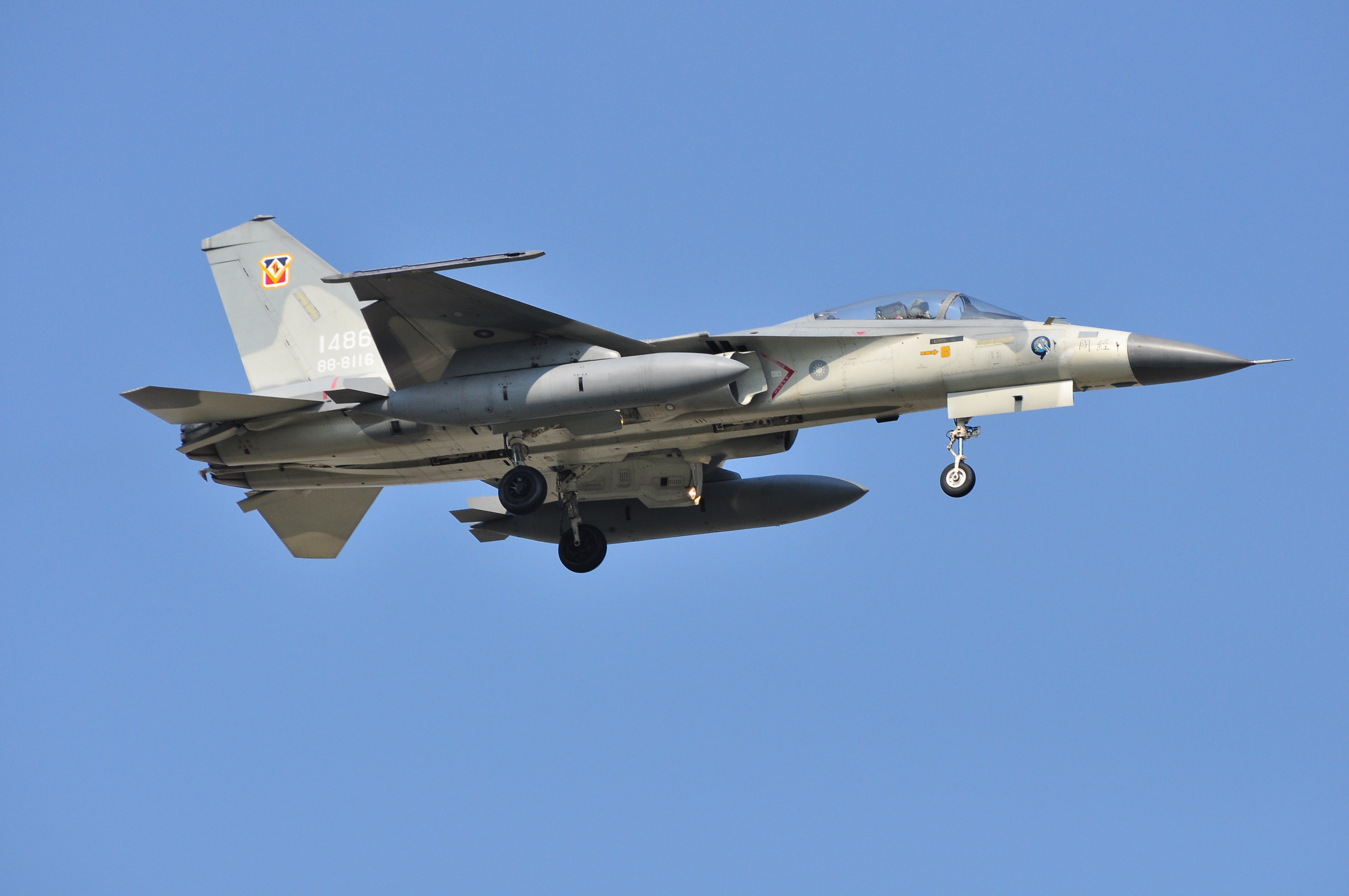
F-CK-1A單座機

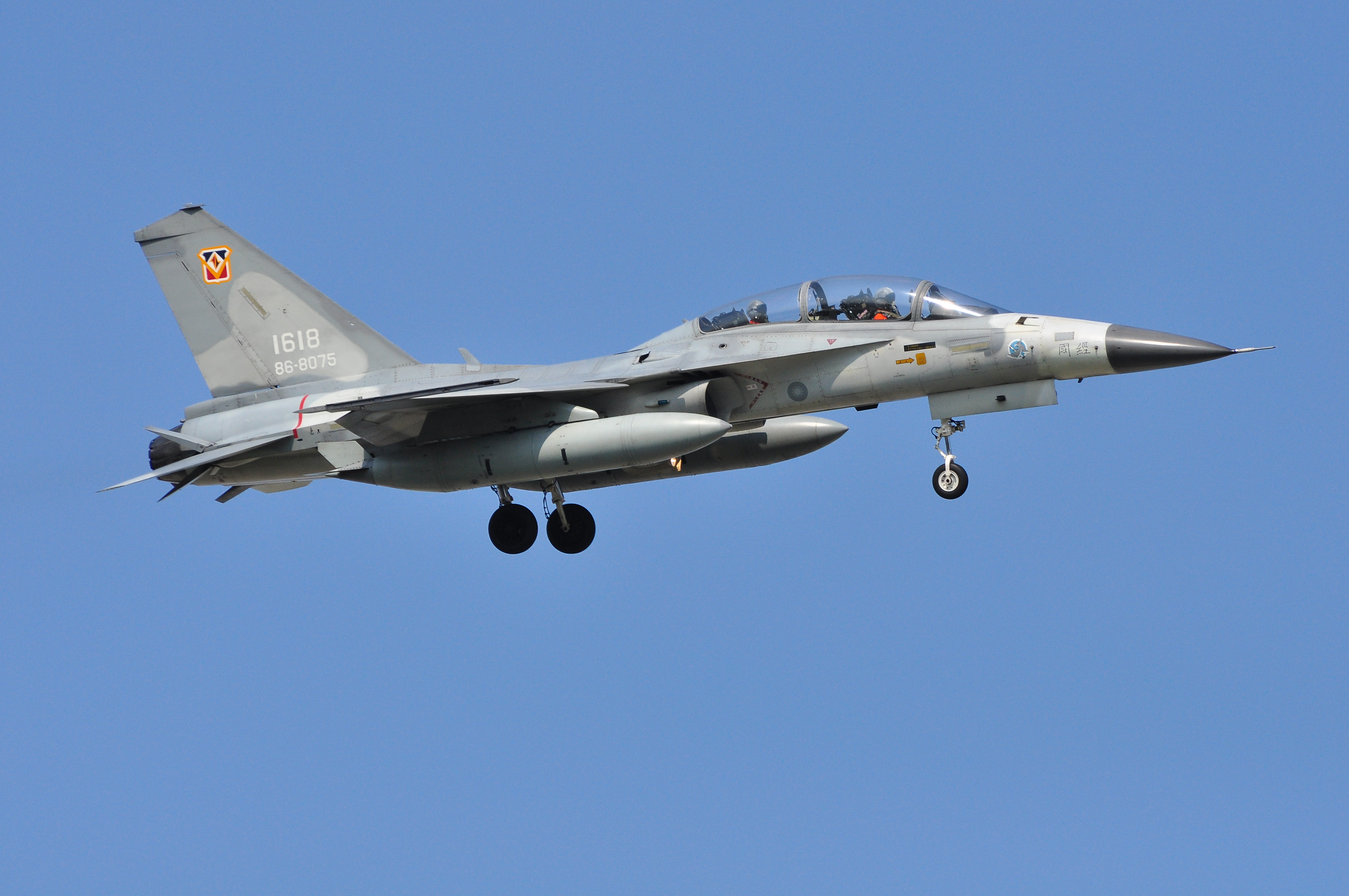
F-CK-1B雙座機

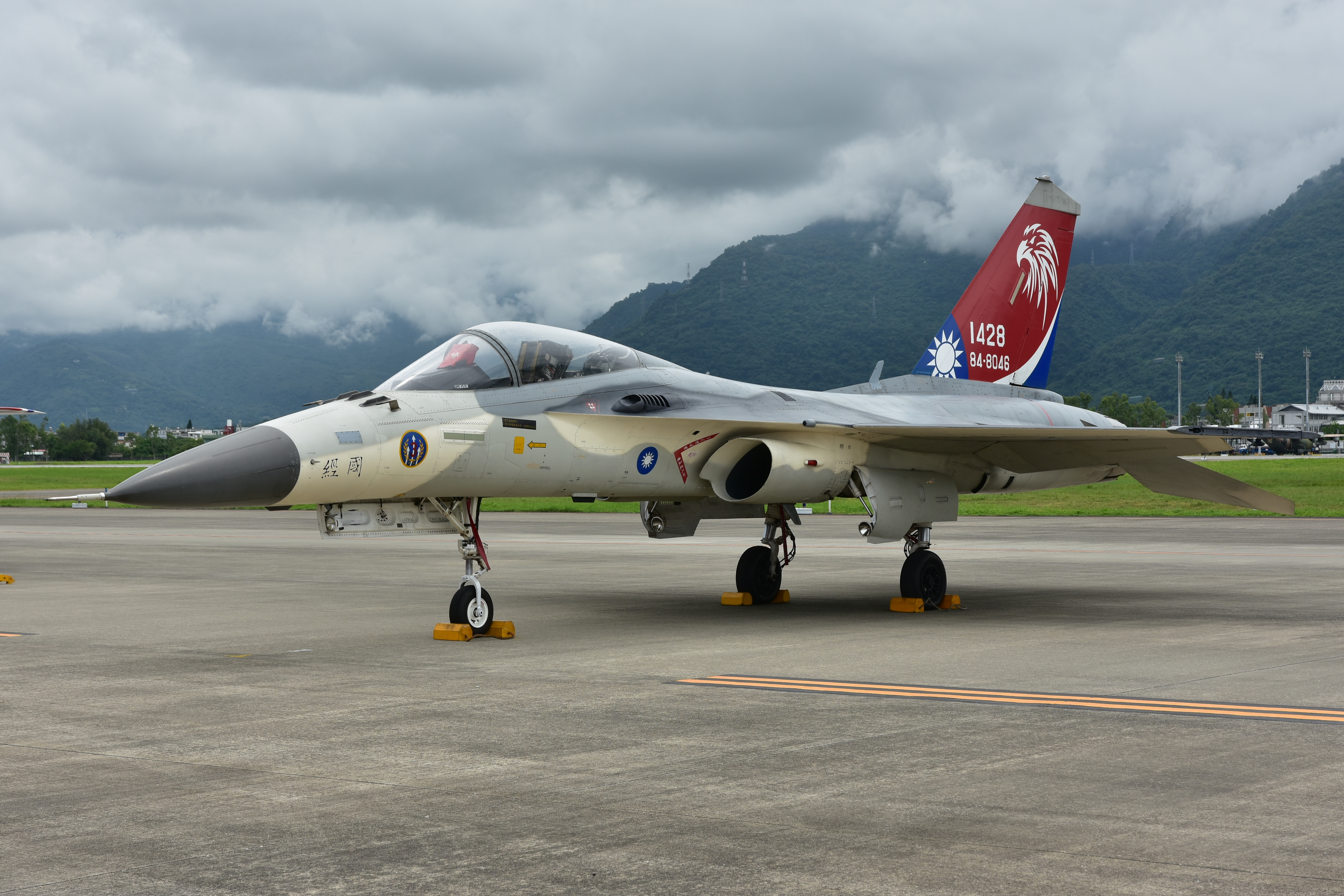
2016年花蓮空基地開放時所展示的一架機號1428號F-CK-1A單座機

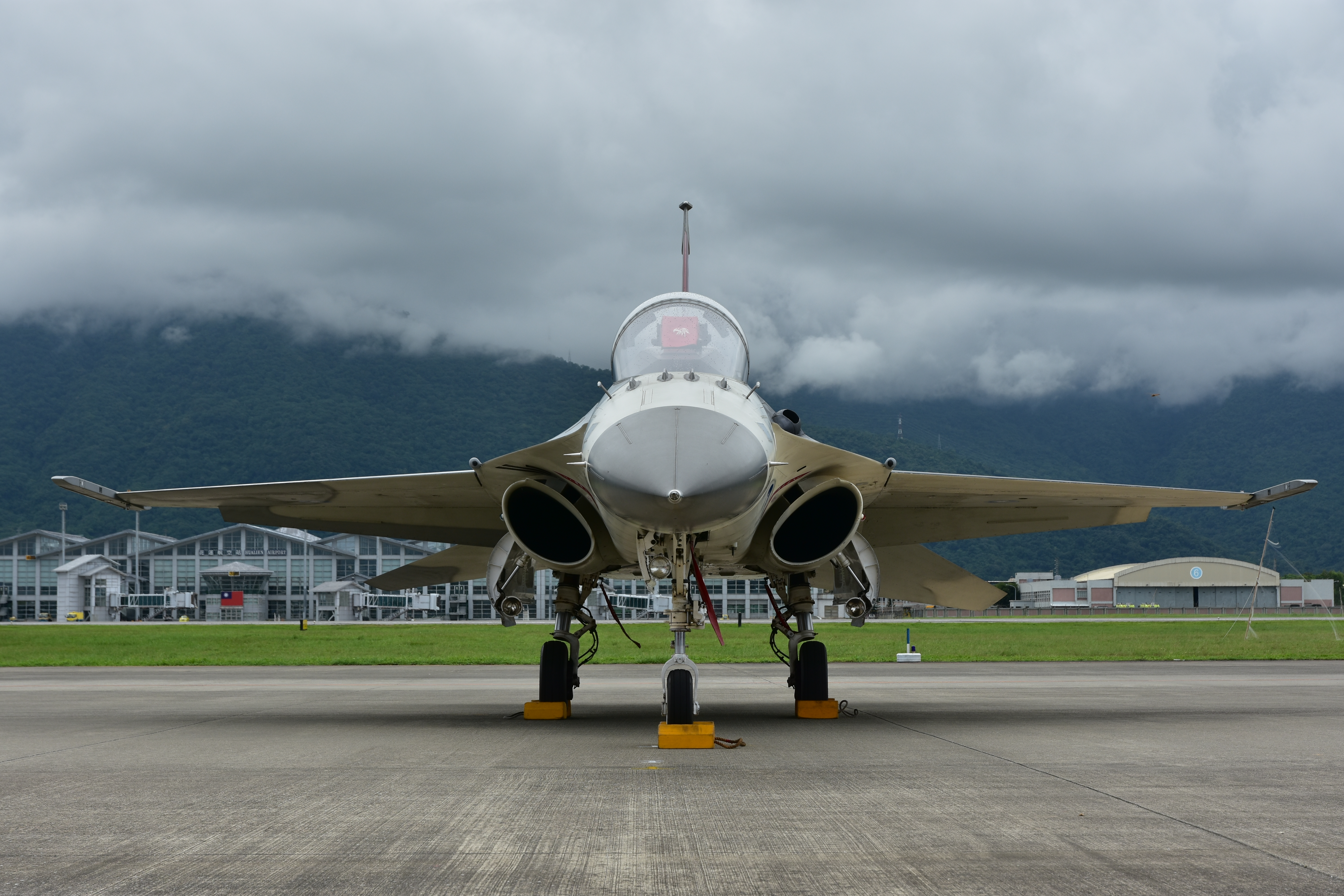
1428號F-CK-1A正面

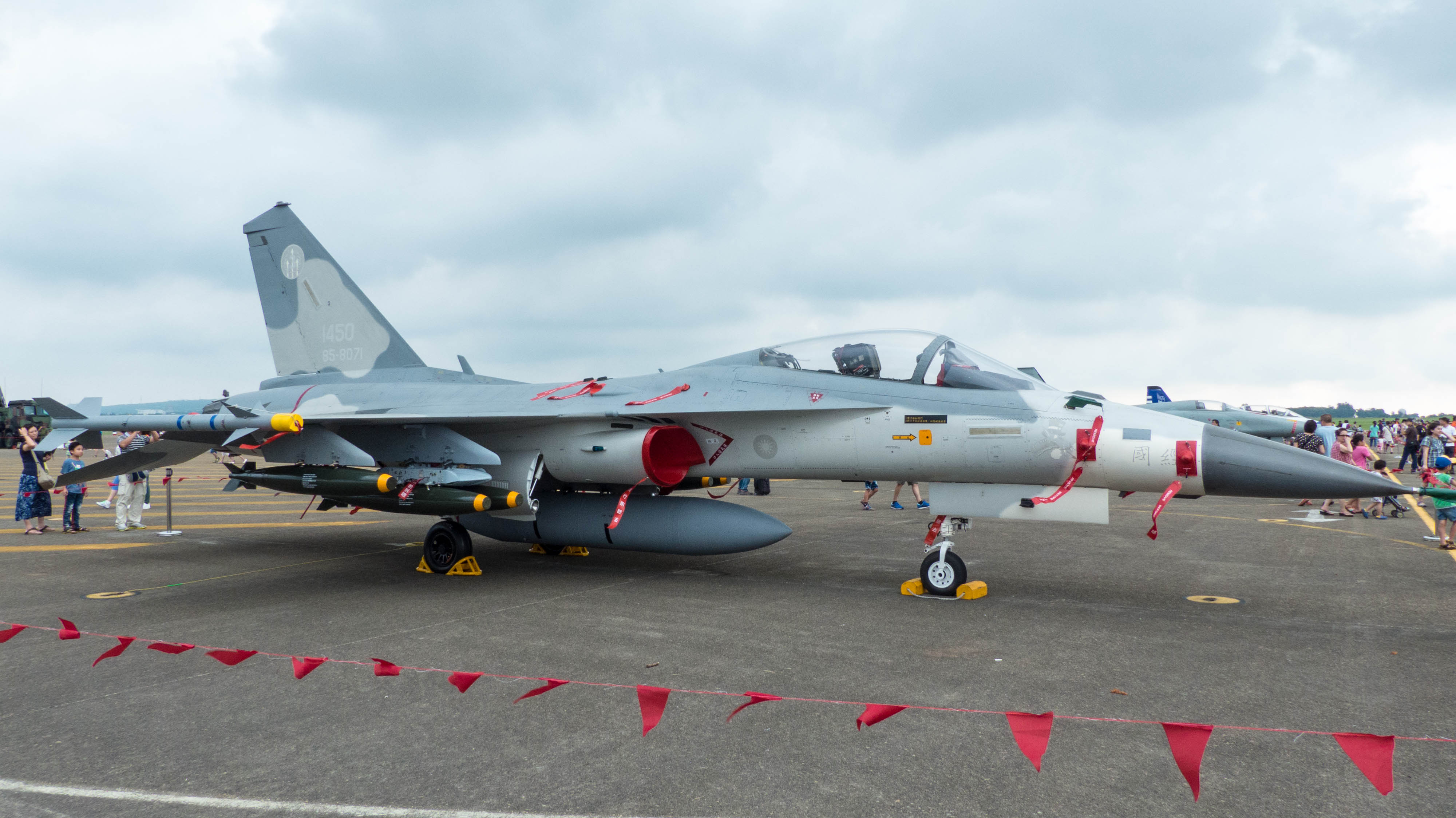
對地構型1450號F-CK-1A單座機

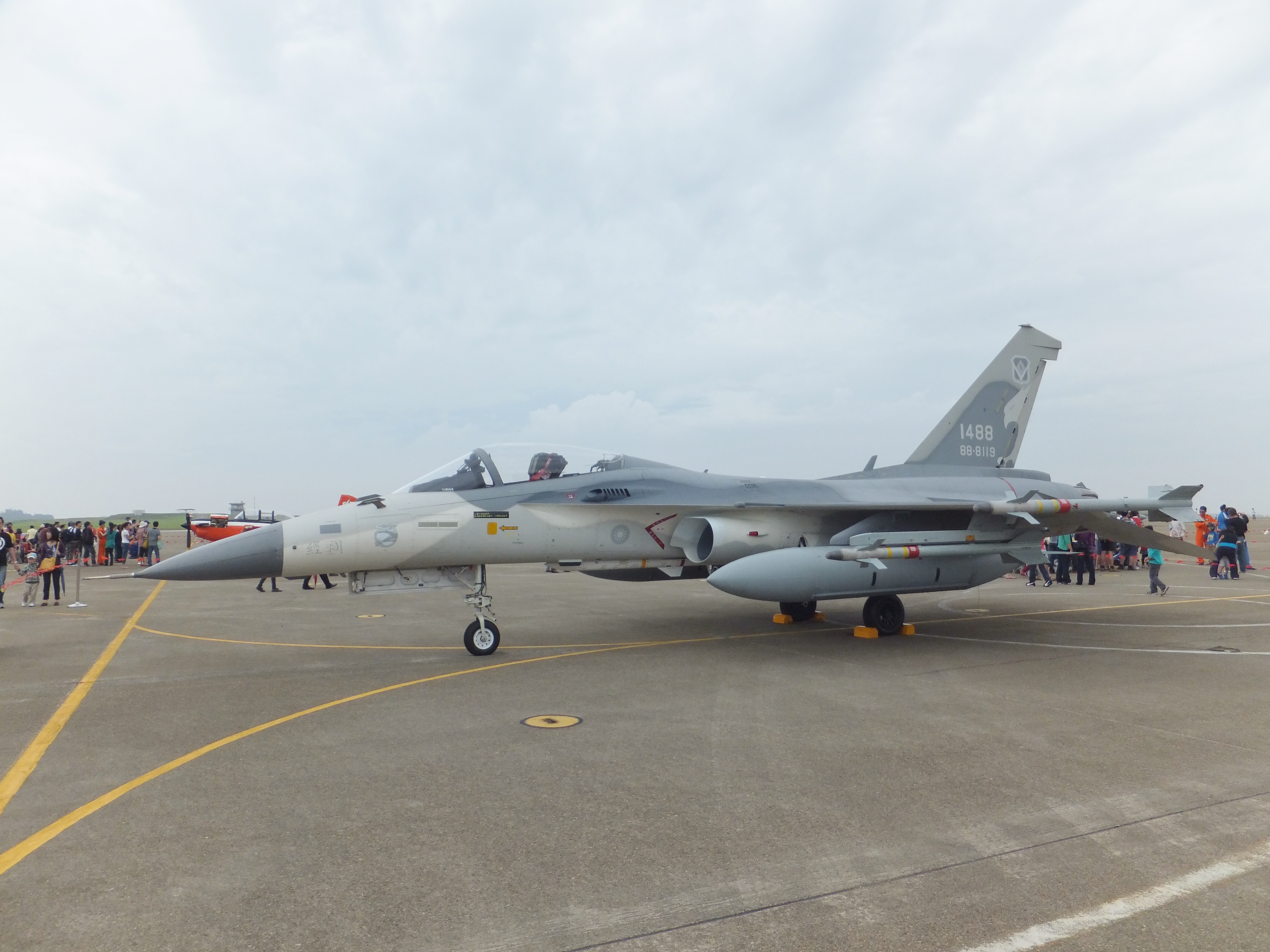
對空構型1488號F-CK-1A單座機

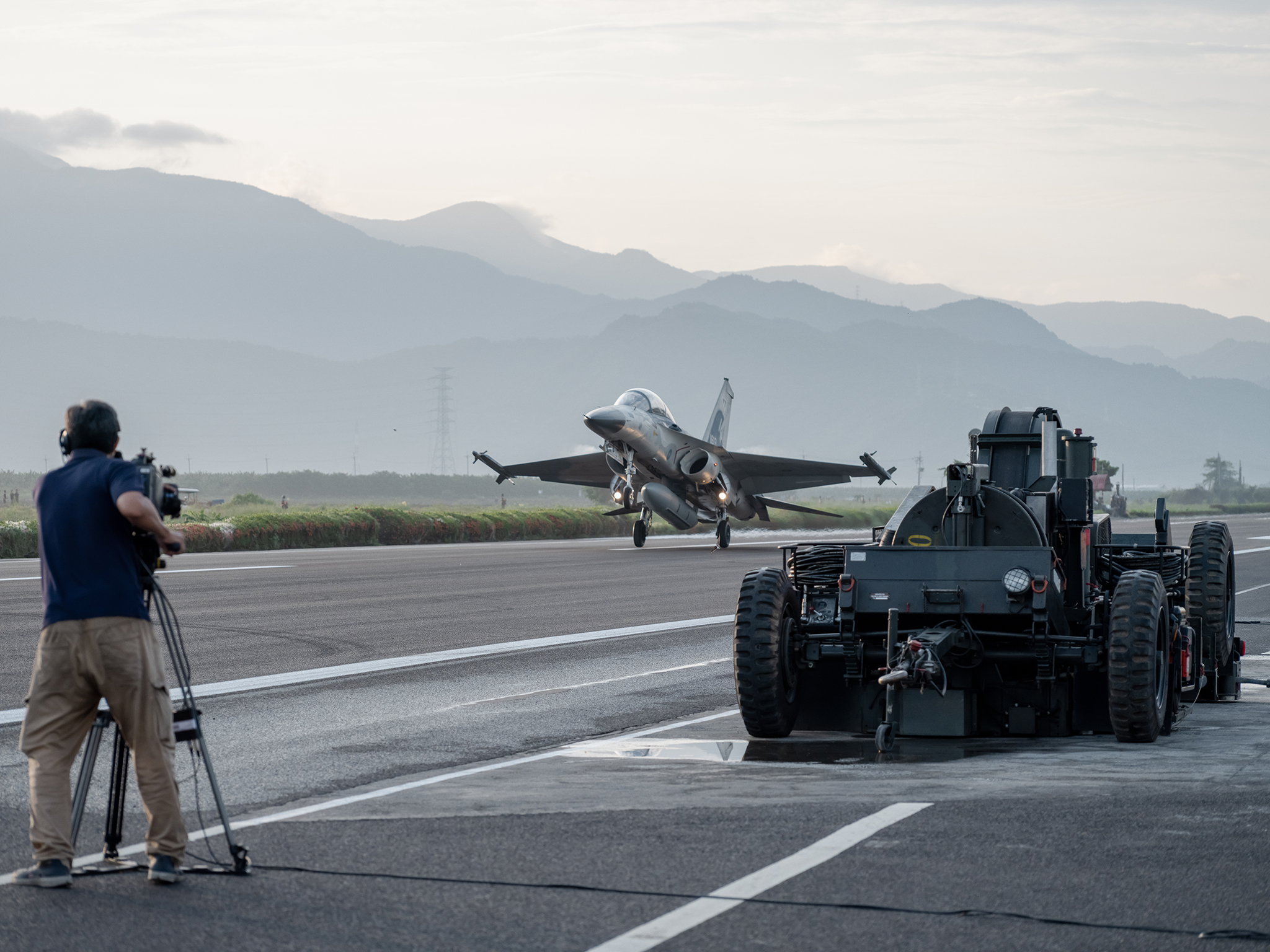
2021年漢光37號演習，中華民國空軍1613號F-CK-1B雙座機實施「佳冬戰備近距離戰機起降」演練。

#### 鷹揚計畫
1981年航發中心展開經國號戰機前身之高性能戰鬥攔截機原型研發工作，機型代號初取為“FX”，為求保密並取名為“鷹揚”。航發中心此時並成立鷹揚計劃辦公室。

1982年國防部指示鷹揚戰機之總體性能應不遜於F-16為原則，且以奇異 J79為動力。當年行政院自立小組並決議進行研製戰機，航發中心此年即成立“鷹揚戰機研造處”為研發計畫作準備。

1983年航發中心改隸國防部中山科學研究院，鷹揚計劃與雲漢、天箭（天雷）、天翔（天劍）等計畫合併成立安翔計畫。
- 鷹揚計畫主持人：彭元熙
- 鷹揚計畫總工程師：邢有光
- 鷹揚計畫作業室主任：李適彰
- 鷹揚計畫管理組長：祝志太

#### 雲漢計畫
由於美國限制F-CK-1戰機的性能介於當時中華民國空軍正在使用的F-5E與積極尋求採購的F-16之間，對於大推力的引擎的技術輸出或者是出售意願很低。當時以中小型民用引擎為主力的美商蓋瑞特有意尋求合作研發軍用渦輪扇發動機的夥伴，企圖進入被普惠與奇異兩家公司獨霸的市場，藉著瑞典有意在發展他們下一代戰機JAS 39戰機的同時掌握軍用引擎的技術，蓋瑞特與瑞典的富豪公司（Volvo）決定合作研發一款小型軍用引擎，引擎的主體由蓋瑞特負責，富豪公司則提供後燃器的技術。這個設計案就是後來的TFE-1042渦輪扇引擎的原始規劃，同時間義大利比雅久也希望找尋其AMX攻擊機的推力來源而加入計畫，在1970年代末此發動機一度為前景光明的多國聯合研發案，後來JAS 39戰機改用美國F404渦輪扇發動機退出研發，義大利轉投靠舊型的Spey引擎，最後引擎的開發就剩蓋瑞特與航發合作完成。

##### 設計特點
TFE-1042引擎的設計推力受美國政府的限制，因此研發經過3個階段才達到現今操作水準：TFE-1042-7原始設計最大軍用推力4,260磅（1,930），後燃推力6,790磅（3,080）。第一階段提升更名為TFE-1042-70，最大軍用推力5,000磅（2,300），後燃推力增加至8,350磅（3,790）；第二階段再次降低旁通比、提高操作溫度讓軍推拉高至6,063磅（2,750），後燃推力增加至9,250磅（4,200），推重比6.99，勉強達到1970年代美軍渦輪扇引擎水準；第三階段為美國國務院第二次同意推力提升為TFE-1042-70A。
該引擎後經美軍賦予正式編號為F125-GA-100，TFE-1042-70引擎經過設計、製造、裝配，以及累積50小時以上功能驗證測試與空中飛行測試後於1988年依照預定時程裝置在第一架出廠的F-CK-1戰機上，1989年2月初步飛行合格完成，1990年3月全部飛行合作完成，隨後的二號原型機出廠時換裝推力提升的TFE-1042-70，並以此架構進行量產。無後燃器版本則稱為F-124，用於X-45A無人實驗機以及L-159 ALCA與M-346教練機上。
開發期間，中華民國對美國只讓TFE-1042推重比限制在1:7感到不滿，因此積極洽購與F404相同推重比可達8的發動機，最後美國決定提供尺寸接近的J-101/SF渦輪扇引擎改良型與TFE-1088（TFE-1042-70引擎升級型）進行競標，但是根據取得時間約在162架經國號戰機以後才能使用，等到美國同意推力研發案時經國號戰機產量已因F-16的購入由250架刪砍至130架，所以換裝引擎的計畫也因為戰機數量關係而被終止。

##### 使用現況
| 型式     | 渦輪扇發動機                           |
| 使用機種 | F-CK-1經國號戰機（使用2具TFE-1042-70） |
| 軍用推力 | 6,000磅                                |
| 最大推力 | 9,250磅                                |
| 風扇段   | 三級風扇                               |
| 壓縮器段 | 4級軸流式、1級離心器                   |
| 燃燒室段 | 環形燃燒室                             |
| 渦輪段   | 1級高壓軸流式渦輪、1級低壓軸流式渦輪   |
| 噴嘴段   | 可變面積噴嘴                           |
| 重量     | 1,360磅                                |

目前F-CK-1戰機裝置了兩具TFE-1042-70發動機，所以其軍用推力為12,000磅（5,400）級，最大推力達18,000磅（8,200）級。F-CK-1動力組件包含了輔助動力系統，在緊急起飛狀態時可不依靠地勤氣源車直接啟動發動機；TFE-1042引擎的設計耐久度：高溫組件是2,000飛行小時，低溫組件是4,000小時，TFE-1042發動機採取了「模組化設計」，將發動機分為8個區段，不但便利後勤的維修，並增進日後增加發動機推力時設計及研發上的彈性。發動機的每一個模組具有互換性，均可單獨地製造、庫存及裝運。TFE-1042發動機根據實際屢積測試結果，具有高可靠度，其「平均故障間隔時間」（小時╱故障次數）是430小時。由航發中心及蓋瑞特公司人員組成的ITEC設計工程部門，將TFE-1042引擎在維持基本設計尺寸下改進增加推力。
目前官方數據發動機的最大推力為9,250磅（4,200），不过自郝柏村所著之八年參謀總長日記中提過發動機推力限制與美方交涉的結果已放寬到9,600磅（4,400），直接證實現在的官方數據只是參考用，IDF實際推力表現只會更好，不過空軍對這類評估未有官方發言去肯定或駁斥，採不置可否的態度，在2003年台北國際航太科技暨國防工業展覽會時，軍方解說人員表示現用發動機推力是設定在9,460磅（4,290）左右。目前TFE-1042-70發動機動力極限仍莫衷一是，唯一可確認的訊息是增加推力是由修改發動機程式參數的手段實施，不涉及更換內部結構；如果以美國國務院的輸出限制推估，理想狀況單具推力可增加到10,000磅（4,500）等級，雙發動機配置最大推力可增至20,000磅（9,100）。而2009年（Honeywell）得到印度空軍更換美洲豹攻擊機引擎的訂單時，其推出的F-125IN引擎最大動力達到9,850磅（4,470），也證明了過去的傳聞與間接證據屬實。然而在既有架構下提高推力勢必增加耗油量，對於輕量級的F-CK-1來講惡化續航力的缺點會極為顯著，成為一種矛盾問題。
- 雲漢計畫主持人：夏樹仁博士
- 雲漢計畫副主持人兼總工程師：張學斌先生
- 雲漢計畫生產廠長：劉先進先生

#### 天雷計畫

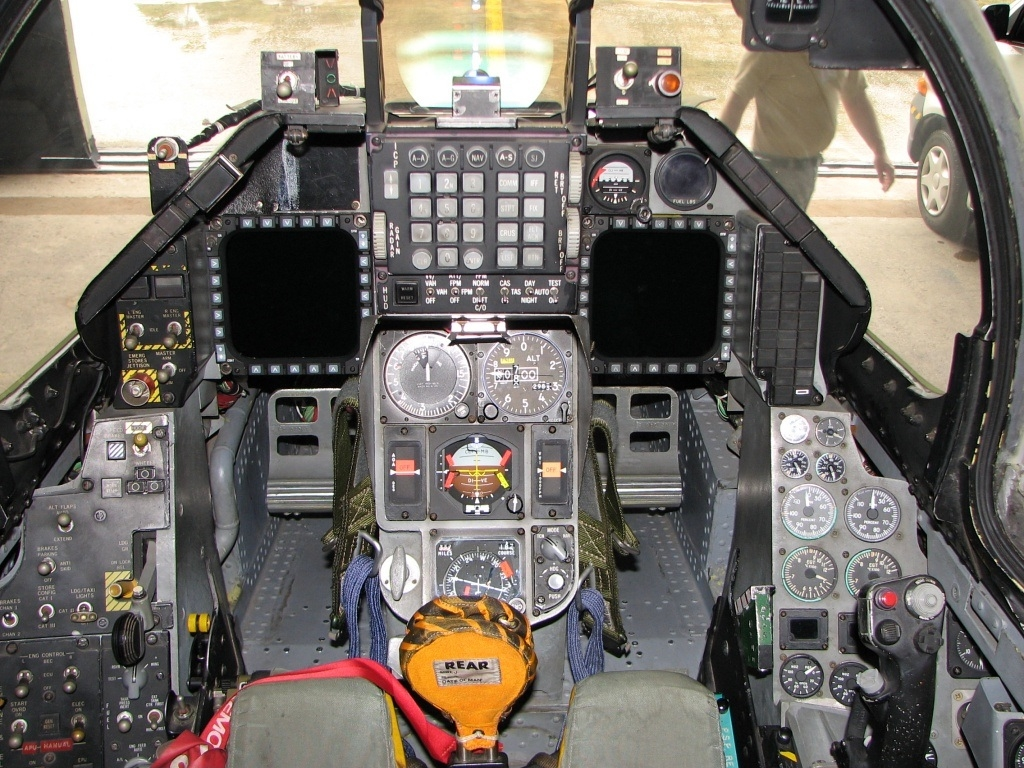
F-CK-1A經國號戰鬥機的儀表

經國號戰機之航電與火控系統之研製，起源於天雷計畫，而天雷計畫的起源則源自F-20開發案。
F-20研發時，中華民國與諾斯羅普已介入開發計畫來設定需求。在卡特政府的限制下，諾斯羅普在1981年1月向各開發商提出需求案，為F-20開發一款性能不超過F-16A的APG-66，採用2組MIL-STD-1553匯流排，具有導引麻雀飛彈等級的中程空對空飛彈之新型輕型雷達，最後由通用動力得標，也就是後來的APG-67雷達。雖然F-20在1982年10月因美國政府的立場導致銷售受挫，然而APG-67並沒有因此停止開發，諾斯羅普仍自費研發並做了部分改良，1986年9月相關測試完成，成果直接轉移至IDF計畫運用。
從1982年航發中心所提出的《火力控制系統研製初步定義討論書》，建議中科院發展空對空攻擊使用之射控系統，同時配合「鷹揚專案」以建立自製戰機航電與火控平台能力。中科院三所負責此一雷達發展計畫，其研發成果為金龍53（GD-53）型脈衝都卜勒多功能雷達，名稱由來以中華民國前總統李登輝之父，李金龍命名。GD-53，美軍編號AN/APG-67(V)ERR，由於APG-67硬體結構採模組化設計，因此航發與通用動力整合了AN/APG-66A雷達的一部分結構強化性能。
GD-53性能介於APG-66與APG-67之間，上視距離150（93英里），下視距離80（50英里），搜索性能可滿足中程空對空飛彈的超視距作戰需求，雷達可同時鎖定2個目標，平均故障間隔235小時。雷達本體採模組化設計，分成雷達天線、雷達發射機、雷達訊號處理器、雷達資料電腦等四個總成，具俯射俯視及仰射仰視能力。APG-67開發了24種操作模式，但美方評估後刪除了與對地攻擊相關的6種模式，使得實際操作僅有18種模式可以使用。GD-53的搜索距離受限於APG-67的發射機因此仍維持150公里水準，但因為使用APG-66的平板天線，GD-53搜索角度上略優於APG-67，同時在1980年代後期的科技水準加持下平均故障間隔與解析度等又更加優異，且具備有限的反干擾及合成孔徑能力。
- 天雷計畫主持人：蘇鴻綖博士
- GD-53金龍雷達總工程師：胡謹博士

#### 天劍計畫
天劍計畫分為天劍一型飛彈與天劍二型飛彈，天劍一型為類似AIM-9響尾蛇飛彈之紅外線導引近程飛彈；天劍二型為類似美國AIM-120先進中程空對空飛彈（AMRAAM）之主動中程空對空飛彈。天劍二型據信採用摩托羅拉開發之主動尋標器，也可使用類似AIM-7的半主動導引模式射擊。天劍一型在1989年第一次試射成功，而後於1992年由F-5E/F第一次成功發射天劍二型空對空飛彈，於次年中華民國空軍就成立第一個經國號戰機中隊，但是天劍二型飛彈的整個測試直到1996年才完成並且確定進入量產，總產量不明。
- 天劍計畫主持人：楊景槱博士
- 天劍計畫副主持人：陳正興先生

#### 安翔計畫
因應1983年航發中心改隸中科院，航發合併鷹揚與雲漢、天箭（天雷）、天翔（天劍）等計畫，組成一個完整的安翔計畫，分別進行機體、發動機、航電系統、空對空紅外線與雷達導引飛彈之研發。
- 安翔計畫總主持人代院長：黃孝宗博士
- 安翔計畫副總主持人副院長：華錫鈞將軍
- 安翔計畫整合系統主任：王石生博士
- 安翔計畫試飛員：吳康明、伍克振（殉職）、陳康定、李希聖、朱泰樺

### 原型發展
航發中心製造了四架F-CK-1A/B原型機、二架F-CK-1C/D原型機，分別是四架單座機與二架雙座機。
- 10001號原型機（F-CK-1A）為漢翔測試用機，負責高攻角試飛測試，原型機青天白日滿地紅塗裝由李適彰先生設計，已退役，於台中中科院航空所展示[11]。與預量產機、量產機外觀上最大的不同在於: 未修改的機砲射口、飛測用大型空速管，空速管漆警示的紅/白螺旋紋。
- 10002號原型機（F-CK-1A）為漢翔測試用機，負責低空高速擴張飛行測試。1991年7月12日，伍克振上校進行低空高速飛行測試時，顫震擴散導致右尾翼脫落，戰機失事墜海。
- 10003號原型機（F-CK-1A）現為漢翔表演與測試用機，負責機砲飛行測試，後來則常作為試飛員吳康明在執行性能展示時的用機（機翼派龍外側加裝發煙器），已退役，於台中中科院航空所展示。
- 10004號原型機（F-CK-1B）為漢翔測試用機，負責備份動力系統與其他次系統測試，採用試驗性欺隱式迷彩塗裝，後續改回與現役經國號戰機同樣的塗裝。在機首左方共有16個階級章，其中包括1位四星上將、6位三星上將、3位二星中將、6位一星少將等共16位將軍共乘，共計34顆將星，又被暱稱為「將軍機」，於2020年退役，於高雄航空教育展示館展示。

- - 空軍一級上將：陳燊齡

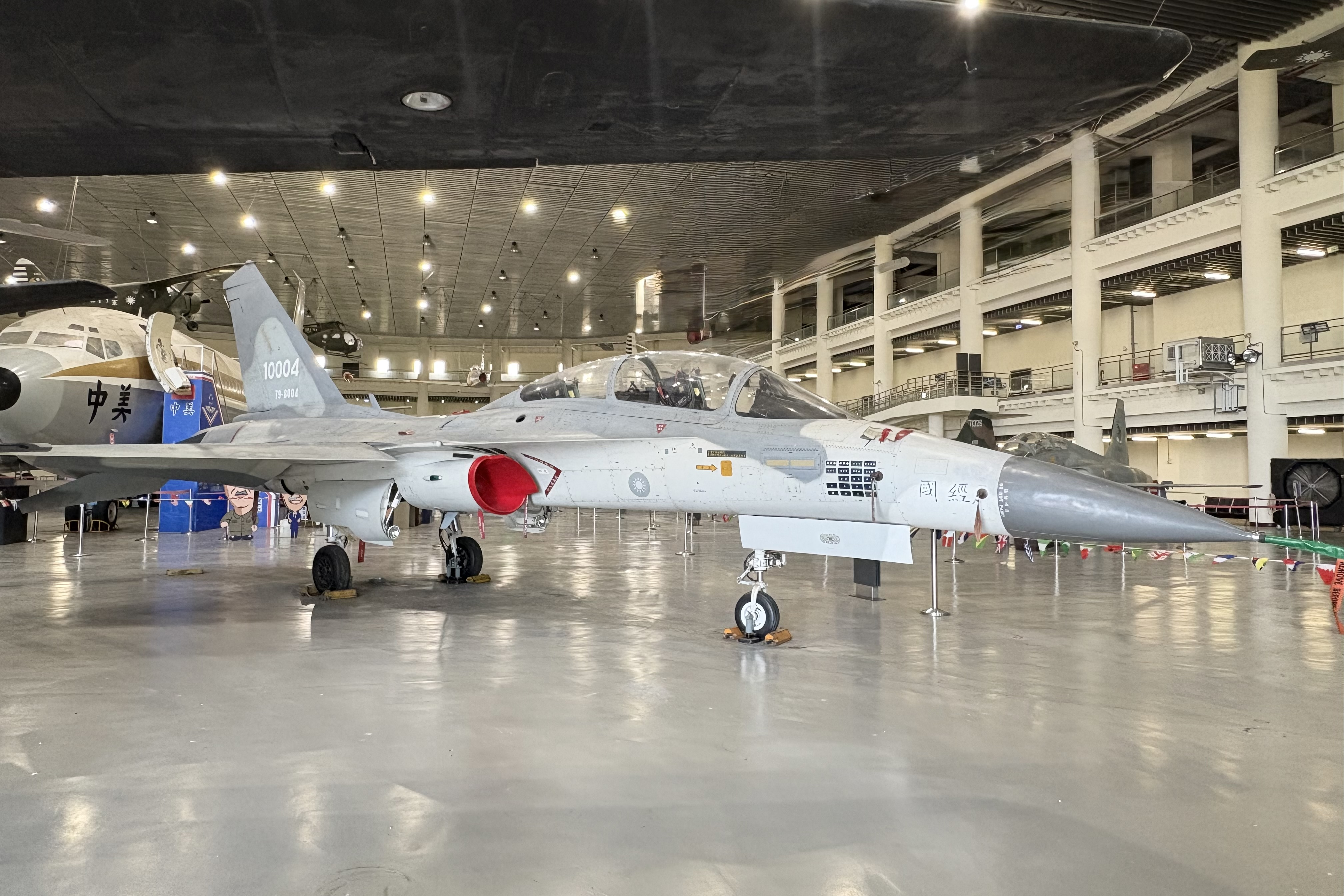
編號10004原型機是唯一的雙座原型機，被稱為「將軍機」

  - 空軍二級上將：華錫鈞、林文禮、趙知遠、蔡春輝、馮世寬、廖榮鑫
  - 空軍中將：唐飛、范里、齊正文、王石生、孫韜玉（陸軍中將退、漢翔董事長任內由吳康明帶飛）
  - 空軍少將：周文沖、李心澄、丁滇濱、彭元熙、程邦達
  - 試飛官：吳康明（升退）、伍克振（追晉）
- 10005號原型機（F-CK-1C）為漢翔翔昇計畫原型單座機，鷹揚塗裝由許良啟先生設計，測評完成後於2016年4月撥交空軍三聯隊，改編號為1504。
- 10006號原型機（F-CK-1D）為漢翔翔昇計畫原型雙座機，鷹揚塗裝由許良啟先生設計，測評完成後於2016年4月撥交空軍三聯隊，改編號為1629。
  - 一架編號為1417 F-CK-1A單座機由於出廠測試時，起落架故障使用機腹著陸，以及吊掛上車時吊纜斷裂導致戰機重落地，使得空軍拒絕接收此架單座機，也使得航發中心多生產一架編號1503 F-CK-1A單座機交付空軍，目前1417 F-CK-1A單座機也已交還空軍擔負戰備。
  - 一架編號為1449 F-CK-1A單座機為空軍443聯隊第9作戰隊借予漢翔的翔展計畫測試機，性能提升至F-CK-1A MLU標準。

### 漢翔各年度F-CK-1A/B/C/D戰機交機數量
- 1992年4架
- 1993年6架
- 1994年24架
- 1995年24架
- 1996年12架
- 1997年16架
- 1998年24架
- 1999年21架
- 量產機總計131架
  - 單座103架
  - 雙座28架
- 2016年2架（F-CK-1C/D原型機移交）

## 升級計畫

### 翔昇計畫
在完成F-CK-1A/B戰鬥機研發並順利完成量產後，中華民國國防部投資70億元研發經費於「翔昇計畫」，自2001年起以七年的時間，由中科院和漢翔公司分三階段以F-CK-1A/B戰鬥機為基礎研製兩架F-CK-1 C/D戰鬥機。雄鷹戰機上配備著改良型GD53雷達系統、先進彩色數位化航電系統及新型32位元飛控電腦，並可在機背上加掛兩具適形油箱以擴大作戰半徑。2004年7月19日完成首架單座機出廠，同年10月完成單座機首飛升空，2007年3月15日完成雙座機首飛，並於2007年3月27日親獲總統命名為「雄鷹戰機」。雄鷹戰機的研發除了機上電子裝備的數位化、現代化之外，更重要的是掌握了飛機核心軟體，因此成功整合中科院研製的飛彈，包括萬劍飛彈與滑射劍二飛彈等。
- 第一階段計畫旨在提升F-CK-1A/B戰機的掛彈量，由原本的2枚天劍二型空對空飛彈增加到4枚，整合新型的天劍二A型空對面反輻射飛彈及萬劍機場聯合遙攻武器（簡稱萬劍彈）。
- 第二階段計畫則包括F-CK-1A/B戰機任務電腦升級、電子反反制裝置（ECCM）、電戰系統、機首裝置「敵友識別」（AIFF）系統及地形跟隨與雷達系統的改良等。
- 第三階段計畫將包括地面和空中試飛測試，一旦通過空軍測評考核，改良型F-CK-1C/D戰機預定於2010年正式服役。

翔昇計劃主要目標是為機上的消失性商源找尋替代品，提升性能則是其次，改良重點就落在航電系統與機背適型油箱（CFTs）升級。航電系統升級項目包括換裝BAE公司的32位元飛控電腦，更換雷達元件增加電子反反制裝置、電戰系統、先進敵我識別系統，及地貌追隨模式等功能，任務電腦升級、座艙顯示器更換為三個全彩多功能顯示器。強化機體結構以裝置兩個容量約771公升的機背適型油箱（CFTs），同時因應增加CFT適形油箱增加的重量小幅提升發動機推力，機尾引擎段墊高，保留中線掛架（原要取消，但後來保留，這樣可保持掛載彈性)，武器載量增加（天劍二型中程空對空飛彈掛彈量從2枚增加為4枚並能攜帶天劍二A反輻射飛彈），加強短場起降能力等改良。
第一架雄鷹機已於2006年10月4日進行首飛，並於10月9日中華民國國慶日前一天進行極為低調的公開展示，此展示只對漢翔員工與眷屬開放。F-CK-1C/D編號10005與10006，外觀塗裝由許良啟負責設計，試飛員為教官朱泰樺與尹禮雄。
翔昇專案技術發展階段預計生產兩架技術驗證機，廠方編號分別為單座的10005號與雙座的10006號。其中10005號機體結構仍為舊有構型，僅對航電系統進行升級驗證；而2007年出廠之10006號機體則為完整構型，將包含所有機體與航電改良項目。10006號機於2007年3月27日正式公開，並由時任中華民國總統陳水扁命名為雄鷹（Goshawk）號戰機。
翔昇計劃的成果並沒有被中華民國空軍全盤接收，中華民國監察院調查後甚至認為翔昇計劃到翔展案間有不法疑慮，因此介入調查。最核心的問題便是F-CK-1發動機無法提升推力，改良案中增加航程與提升匿蹤等多項研發工項，完全未納入後續執行的經國號性能提升的翔展案中，浪費14餘億元稅款。空軍對於研發不符需求並非毫不知情，因此在提升與不提升間的決策擺動許久，最後因行政院下令因此照單全收，還表示樂觀其成。

#### 翔昇機座艙介面更新
安裝一套全新的整合彩色顯示系統（ICDS）

主要元件包括下列：

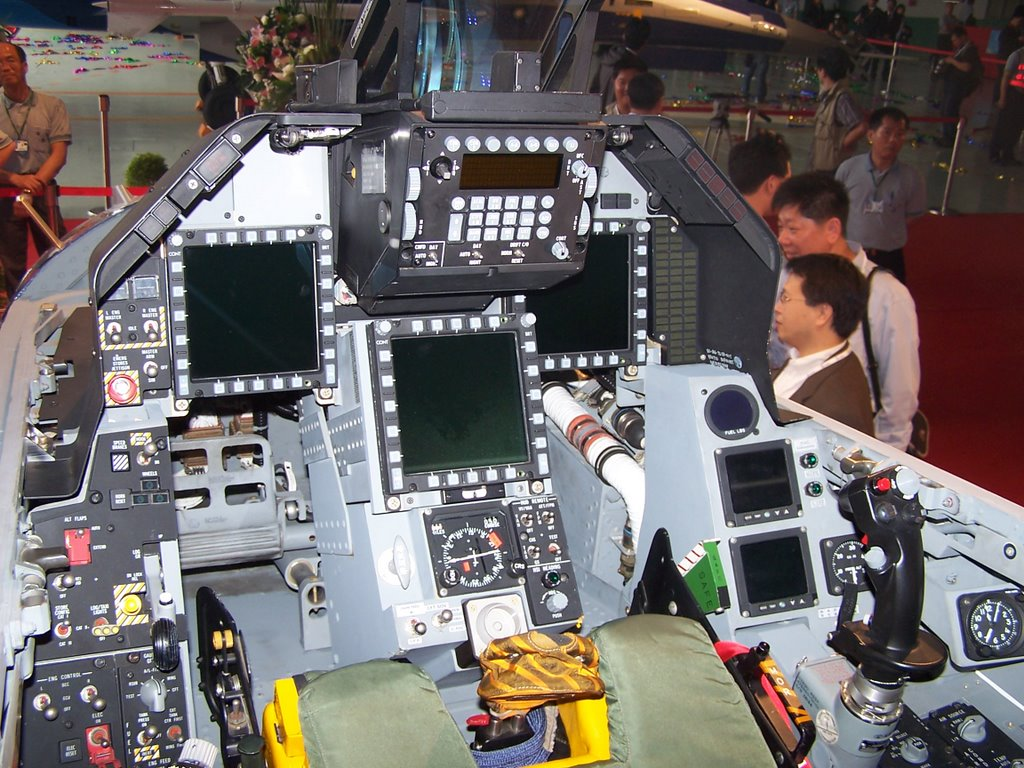
雄鷹儀表

- 一具掃瞄/向量抬頭顯示器（Raster/Storke HUD）
- 3具大型彩色液晶多功能顯示器（CMFD）
- 彩色座艙攝影系統（CCTVS）
- 新的整合平視控制/輸入面板（UFCP）
- 原先於右側面板下方的6組發動機監測儀表，更新為電子式發動機顯示系統（EEDS）
- 備用電子飛行儀表（STBY EFIS）

#### 翔昇航電
翔昇機航電系統採用英國航太系統公司（BAE Systems）的32位元飛控電腦取代原本的李爾航太（Lear Astronics）16位元1750標準，該電腦內建新的線傳飛控（Fly By Wire, FBW）飛行控制模式（例如，地形跟蹤）提供了更多的處理能力。BAE公司F-CK-1C/D專案經理Albert Lin表示，這種基於PowerPC處理器的32bit電腦是F-CK-1C/D採用的第4代飛控電腦，取代了A/B型上的16位元。A/B型的線傳飛控系統是三餘度數位加三餘度類比式備份，而C/D型已不需要原來的類比式備份系統。Lin表示類比式備份系統為F-CK-1A/B型提供了很好的飛控品質：「飛官們最初喜歡類比系統勝過數位系統」。Lin還表示，C/D型飛控系統及控制律的開發是AIDC的職責，BAE系統公司只是提供硬體——目前已為2架翔昇原型機提供了6台飛控電腦。

##### 核心航電系統更新
- 引進一套彩色顯示處理器（Color Display Processor）
- 將匯流排架構擴充為3組1553B軍規匯流排（預留有升級為4組1553B軍規匯流排的餘裕）
- 更新作戰飛行程式（Operational Flight Program）

##### 通信/導航/敵我識別系統更新（CNI）
- 換裝一套新式慣性導航系統（GPS/INS）
- 換裝兩套AN/ARC-210（英语：AN/ARC-210）UHF/VHF無線電機
- 改良APX-113（V）AIFF先進敵我辨識（英语：Identification friend or foe）系統[b]

##### GD53射控雷達更新
GD-53的5件式LRU改為3件式LRU架構（AN/APG-67V4中華民國版），舊的雷達目標處理器、雷達資料電腦、控制/電源，等3個LRU都被1個新的雷達資料處理器（RDP）所取代
翔昇機的GD-53射控雷達的新操作模式：
- 組合雷達模式（CRM）
- 追蹤目標盲區指示器（NOTCH Zone Indicator）
- 掃瞄同時追蹤模式（TWS）自動掃瞄調整
- 搜索目標，絕對高度與速度向量顯示
- 增設飛行軌跡記錄器與故障診斷系統

GD-53射控雷達的電子反制功能（ECCM）增強(漢翔自製)：
- 干擾源偵測（DOJ）
- 干擾源追蹤（TOJ）
- 被動測距（Passive Ranging）典型的被動測距有以下四種：
  - 角速度測距
  - 三角測距
  - 信號強度測距
  - 第三方資料
- 沉默模式（Sniff）
- 其他ECCM功能：
  - 快速重鎖（Rapid Relock）
  - 單接收波束（LORD）
  - 脈衝邊緣距離（LET）
  - 單接收錐形掃瞄（COSRO）

#### 飛控性能及航程提升

##### 飛控軟體
在軟體方面，配合新的飛控電腦，AIDC以C語言重新編寫了飛控軟體，提高戰機低空自動駕駛能力

##### 起飛與落地性能提升
- 精進戰機鼻輪抬起速度
- 提昇戰機側風能力至56km/h

##### 提高進場攻角並縮短跑道距離
- 戰機進場速度降低18.5km/h
- 落地距離縮減10%
- 換裝數位式煞車系統

##### 適形油箱CFT
雄鷹機掛載的兩具CFTs安裝位置較為靠後，幾乎包覆住整個後半部機背，兩具CFTs的總燃油攜帶量為1,200lb（545kg，僅F-16 Block50/52 CFT的40%），使翔昇機航程平均增加20%。

### 翔展計畫

#### 翔展一號
翔昇計畫的測試持續到2009年，中華民國空軍則在2009年12月和漢翔簽訂「翔展計畫」合約，漢翔獲得總額170億6,000多萬元新台幣的經費依分年預算執行，在2009年至2013年這4年間為台南基地下轄之71架F-CK-1實施升級，但是「翔昇」更名為「翔展」的原因乃空軍並未接受全套翔昇案的提升內容，「翔展計畫」只選擇了部分必要性機能進行強化，因此升級後的IDF稱為F-CK-1A/B MLU，真正全規格的F-CK-1 C/D仍只有原型機而已。
第一批F-CK-1 A/B MLU已於2011年6月30日由漢翔公司交付空軍。全數71架的翔昇計畫案預計於2013年底前完成升級工作交付空軍。

#### 翔展二號
除目前佈屬於臺南基地的71架F-CK-1A/B戰機外，清泉崗基地的56架F-CK-1戰機進行性能提升。升級案（翔展二號），民國103年至106年委由漢翔公司執行，升級案於民國101年12月27日完成建案程序。，不過受限於政府編列預算的法令限制，來不及在民國102年起編列預算，而在103年國防預算報告書內明確表示翔展二號將待翔展一號結束後隨即實施，中華民國空軍在民國103年至106年斥資167億新台幣為臺中清泉崗基地57架經國號（IDF）戰鬥機進行性能提升，民國103年已編列24億元，隨後依序補入；翔展二號案於2014年8月13日正式決標，總價161億新台幣。全數共有127架的經國號戰機已於2017年12月21日完成性能提升。

#### 萬劍彈（神斧計畫）

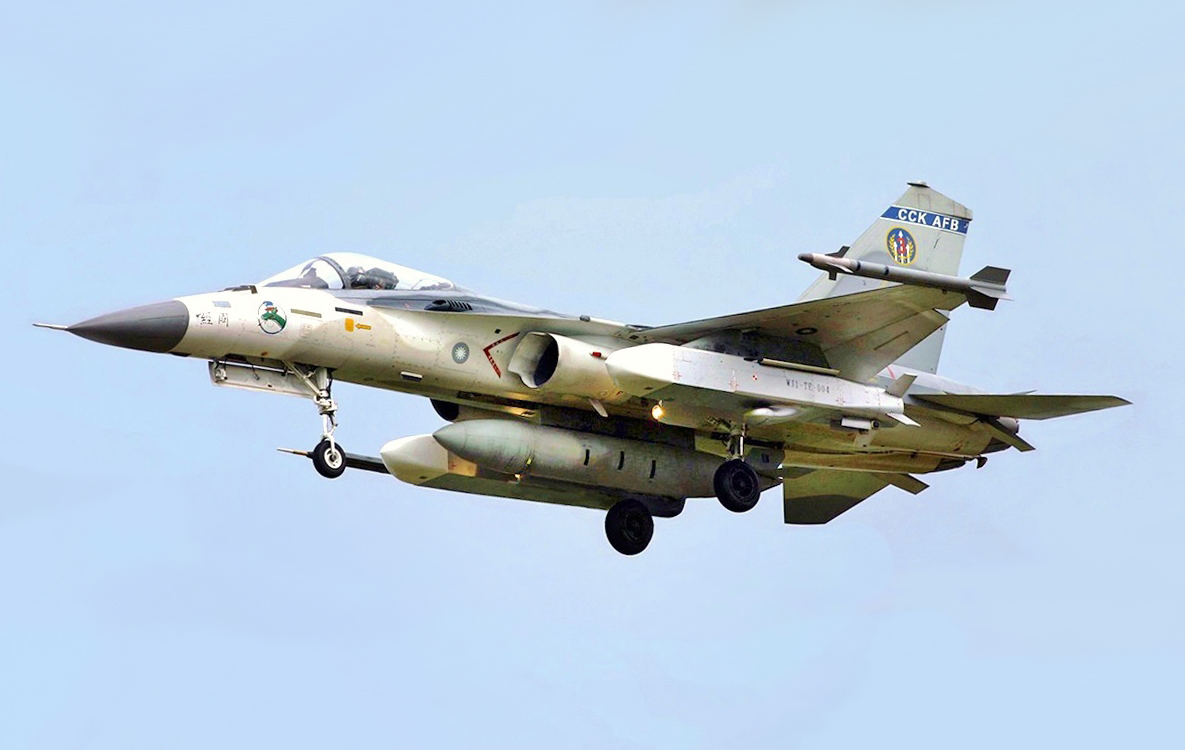
2008年載掛兩枚萬劍機場聯合遙攻武器的F-CK-1

類似美軍AGM-154聯合戰區外武器（JSOW）、歐洲DWS 39武器散佈子系統（submunition dispensor weapons）的長程攻陸飛彈，彈體內裝有集束彈藥，專門用於破壞機場跑道，以癱瘓機場的起降功能，就預算報告書的說法，萬劍彈為執行「遠距制壓作戰」和「防空制壓作戰」任務之反擊武器。
萬劍彈開發時間不明，外界最早取得的公開資訊是1999年中科院30週年公開時展示之10004號原型機掛載照片，直到2006年初報章再度報載進行測試之訊息，民間取得非官方照片則要等到2008年8月網路上傳之清泉崗作戰隊F-CK-1掛載萬劍彈之影像，推測當時已少量生產供作戰單位測評。而翔展計畫第一階段的F-CK-1MLU在改良工程中已接受整合工程，但當時並未量產配發，應為當時測試尚未完成。
正式量產的官方訊息則是國防部民國103年（2014年）預算報告書內提出，不過立委林郁方指出空軍對萬劍彈的預訂量將被砍半，理由不明。量產將在民國104年（2015年）後開始進行，實際服役要到民國106年後，屆時翔展案均已完工，F-CK-1機隊將全具備此裝備使用能力。

#### 天劍2A反輻射飛彈
代號為TC-2A，2014年初，空軍透露瞄準雷達回波、專門攻擊對方雷達站的天劍二A反輻射飛彈已試射成功，將配屬在翔展性能提升後的經國號戰機上。
- 彈長：3.593（11.79英尺）
- 彈徑：19（7.5英寸）
- 彈重：184（406磅）
- 彈頭：22（49磅）

## 合作單位
| - 中正理工學院（現國防大學理工學院） - 國立臺灣大學 - 国立清華大學 - 國立陽明交通大學 - 國立成功大學 - 國立中興大學 - 國立中央大學 - 國立中山大學 - 國立臺灣科技大學 - 私立淡江大學 - 私立逢甲大學 | - 工業技術研究院 - 中山科學研究院 - 台機 - 台鋁 - 中國鋼鐵 - 退除役輔導會台北鐵工廠 - 聯勤205兵工廠 - 天陽航太科技股份有限公司 - 漢威聯合 - Parker Aerospace |

## 生產與服役

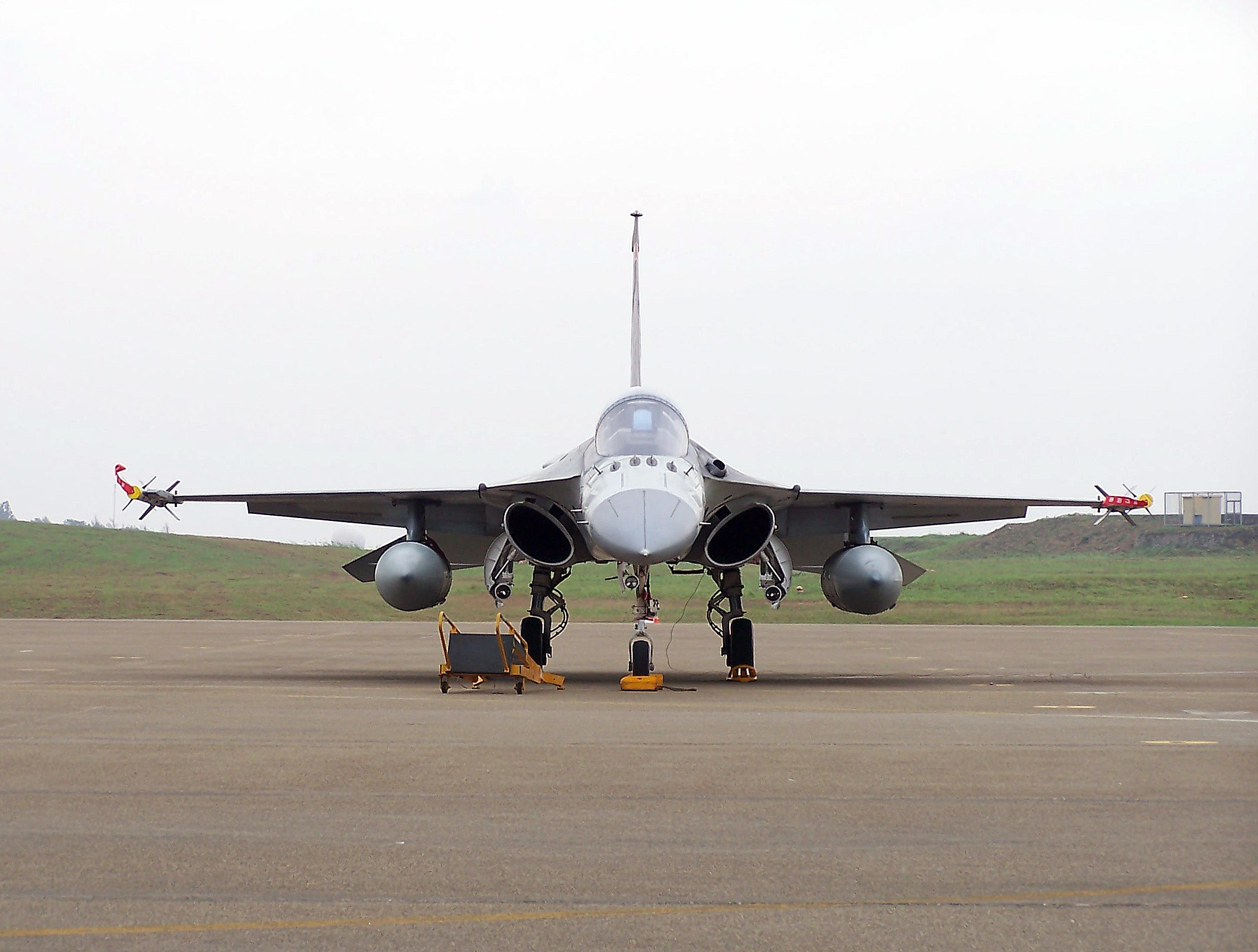
單座經國號前視。

最早中華民國空軍預定生產250架F-CK-1A/B，由於1989年六四事件讓國際輿論轉向反對向中華人民共和國出售軍火，減少了中華民國的壓力，再接著冷戰結束讓各國軍火商積極對外開拓市場。中華民國趁機成功自法國採購60架幻象2000-5，美國在中華民國市場受到競爭後，同意販售150架F-16，F-CK-1的生產與提升方案便在預算排擠及總量考量的規劃下因而遭到犧牲。
於1991年，F-CK-1A/B戰機總產量減為130架。生產工作規劃為自1992年始而至1999年生產線終止，共計8年度以每月4架產量生產。其部分後續維修零件和生產零件，由引進多方民間資金和技術的官民合股公司台翔航太工業生產，隨減產和生產線中止，2000年後該公司變賣廠房，日後變成純投資控股公司。
初期生產10架先導量產型機，供空軍427聯隊第7中隊執行作戰測試評估與訓練換裝之種子教官使用。第一架先導型為F-CK-1B雙座機，而後陸續完成4架雙座與6架單座機之生產。1994年開始運交第一架生產型（雙座機）給空軍427聯隊第8中隊。量產順利後逐步運交給空軍其它聯隊。

### 生產批次
- F-CK-1A - 單座型經國號
- F-CK-1B - 雙座型經國號
- F-CK-1A MLU - 單座型經國號翔展機
- F-CK-1B MLU - 雙座型經國號翔展機
- F-CK-1C - 單座型雄鷹機（已改為經國號翔展機構型服役）
- F-CK-1D - 雙座型雄鷹機（已改為經國號翔展機構型服役）

### 服役情形
- F-CK-1A MLU 經國號戰鬥機104架
- F-CK-1B MLU 經國號戰鬥機29架
- F-CK-1戰機的服役單位主要以駐防臺中清泉崗基地的第三聯隊與臺南基地的第一聯隊為主，每個聯隊配屬三個F-CK-1經國號戰機中隊。

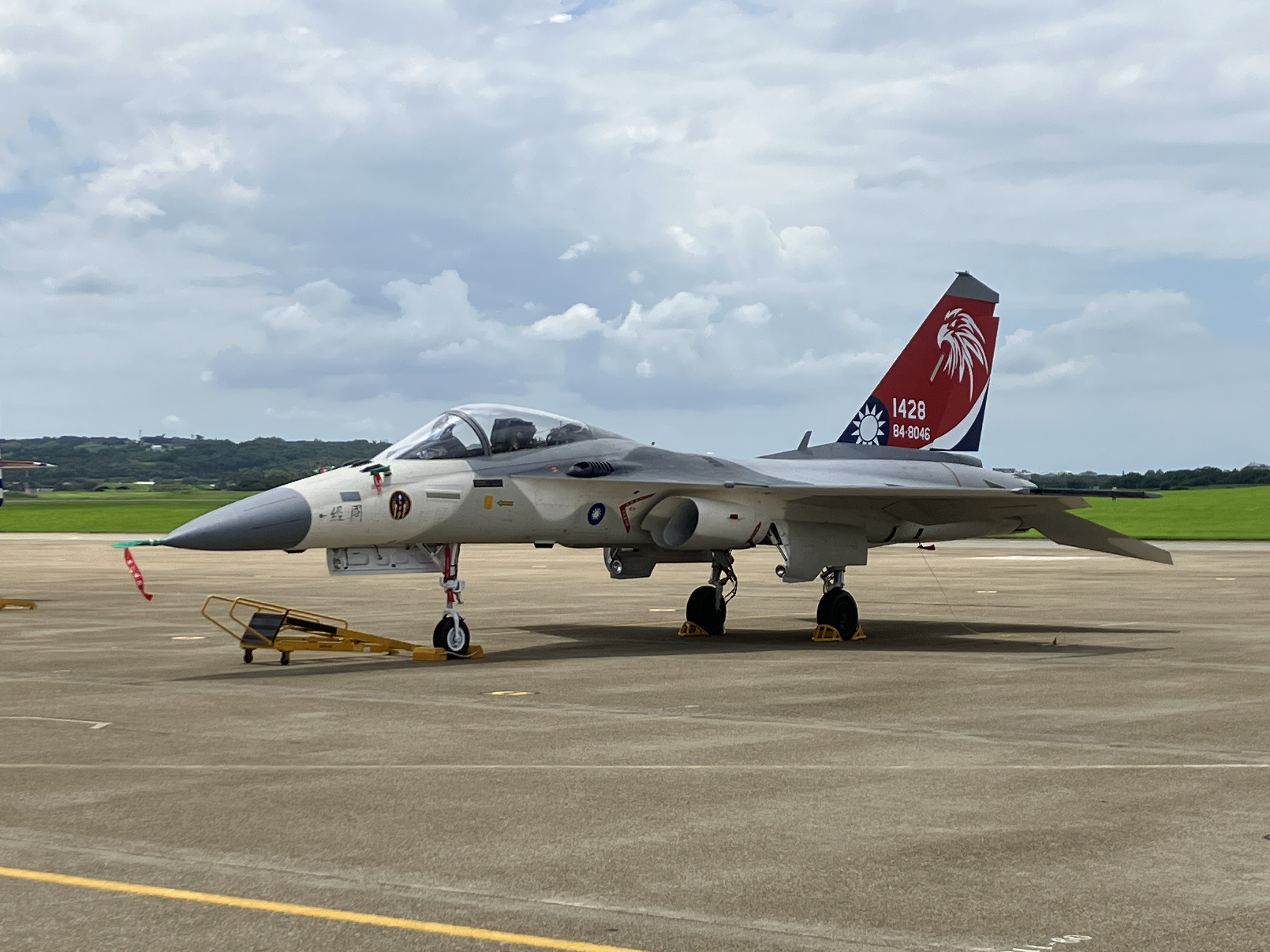
F-CK-1A彩繪機，隸屬空軍第三戰術戰鬥機聯隊

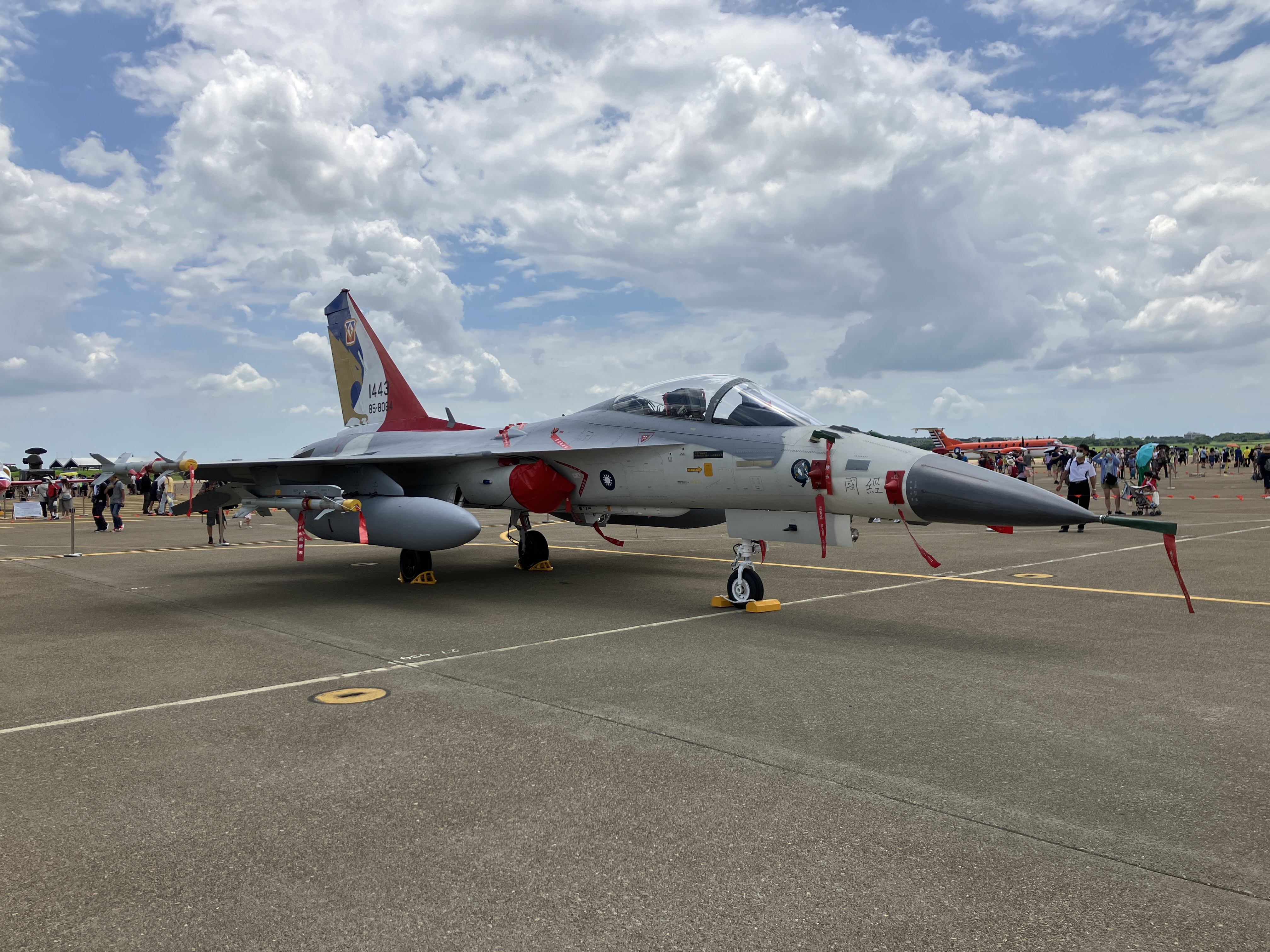
F-CK-1A彩繪機，隸屬空軍第一戰術戰鬥機聯隊

- 第三聯隊下轄：
  - 第七戰鬥機作戰隊
  - 第廿八戰鬥機作戰隊
  - 測試暨評估中隊
- 第一聯隊下轄：
  - 第一戰鬥機作戰隊
  - 第三戰鬥機作戰隊
  - 第九戰鬥機作戰隊

### F-CK-1A/B 25週年彩繪機
- 設計者：馬廣台先生
- 第一聯隊第1戰鬥機作戰隊F-CK-1A（編號1443）[23]
- 第一聯隊第9戰鬥機作戰隊F-CK-1B（編號1624）[24]

#### 塗裝含義
為紀念經國號戰機服役滿二十五週年，以國人自製雄鷹戰機的獨特性以及台灣常見猛禽「鳳頭蒼鷹」結合，並以鷹與爪為元素構成，象徵國機國造的國防自主精神。
- 金色蒼鷹代表無上尊榮
- 藍、白、紅三色彩帶象徵自由、平等、博愛之理念，崇高偉大、公正無私、勇敢奮鬥之精神，經年守護自由大地，馳騁日月風雲。

### 抗戰七十週年紀念塗裝
2015年6月8日，第443聯隊一架F-CK-1B MLU經國號戰鬥機(編號1605)展示二戰飛虎隊的鯊魚塗裝彩繪，以原中美聯隊第3大隊第7中隊隊長徐華江將軍在抗戰期間總計擊落5架日機的輝煌紀錄的P-40N為藍本，除了將鯊魚頭塗裝彩繪在經國號戰鬥機上之外，並將擊落5架日機的紀錄，畫在戰機的駕駛艙外，而徐華江座機的「太公令」的字樣，也噴在座艙前。此外，也在經國號戰鬥機的垂直尾翼上噴上代表青天白日的12道光芒，以紀念中華民國國軍抗戰七十週年。

### 戰備實錄
- 為因應解放軍每年4月到9月的出海訓練爭取空防預警時間，台中清泉崗基地的第三戰術戰鬥機聯隊與台南基地的第一戰術戰鬥機聯隊，都會派遣部分戰機駐防澎湖馬公基地，進駐澎湖的部隊代號為「天駒」。
- 由於中華民國清泉崗基地（CCK）離解放軍義序基地僅一百二十六浬、漳州基地僅一百六十三浬，解放军戰機僅需10分鐘時間便可飛臨台灣本島上空，故空軍清泉崗基地空軍第三聯隊警戒室擔負中華民國空防第一線警戒重任，在接獲空軍作戰司令部指令後，必須在五分鐘內完成警戒戰機開車、校準、各項空電設定，並起飛向管制單位報到。經國號戰機亦是目前中華民國唯一能在五分鐘內完成緊急起飛、攔截的空軍主力機種。
- 2013年5月16日，2架F-CK-1經國號戰鬥機飛往菲律賓巴丹島東側海域與操演支隊各艦執行海空聯合策應海巡護漁任務[25][26]。
- 2017年7月，中國人民解放軍轟六轟炸機編隊繞台飛行，空軍F-CK-1經國號戰鬥機首次執行伴飛攔截，中華民國國防部公開相關照片。[27]
- 2018年12月18日，國防部下午證實，解放軍轟6、運8、蘇愷30等各型機多架，另有2艘作戰艦也於台湾東南防空識別區外西太洋海域航行。中華民國國防部下午也公布上午剛拍攝的照片，空軍IDF經國號戰機掛上響尾蛇飛彈升空，超近距離近逼偵監。[28]
- 2019年3月31日，福建省福州義序機場有4架殲11起飛，直接朝台灣海峽中線飛行，但兩架殲11則轉回海峽中線以西，但第二批次殲11型戰機則直接穿越海峽中線，當時空軍兩架在空執行任務的2架經國號戰機前往攔截，並要求2架殲11立即返回海峽中線以西，嘉義空軍基地第四聯隊派遣4架F-16戰機緊急起飛，解放军飞机最後返海峽中線以西空域。[29]

### 墜毀記錄
經國號戰鬥機目前總計有5架墜毀：
- 1991年7月12日，2號原型機（機號10002/序號78-8002）在台中外海試飛時，水平尾翼因穿音速震波而損壞導致失事墜毀，試飛員伍克振上校為搜集更多試飛有效參數而未及時跳傘逃生，因公殉職。
- 1995年7月4日，第427聯隊1架機號1408號的F-CK-1A墜毀，飛行員李忠仁上尉跳傘平安獲救。
- 2003年4月29日，第427聯隊1架機號1617號的F-CK-1B失事墜毀在南投山區，飛行員王祖祥少校及宋岳暾上尉跳傘平安獲救。
- 2003年9月27日，第443聯隊1架機號1625號的F-CK-1B失事墜毀在澎湖西南方海域，駕駛王培疆中校及蔡崑男上尉跳傘平安獲救。
- 2008年10月20日，第427聯隊1架機號1615號的F-CK-1B在澎湖縣望安鄉花嶼西南方失聯，駕駛古智賓上尉及後座的航空工程官陳建廷上尉殉職。[30]

### 捲人事故
- 1992年11月2日，空軍第四二七聯隊第七中隊一架編號1402的F-CK-1A先導量產型單座機在地面起動時，一名地勤助理士（地裝人員）拆除機外通訊電線時，行走動線錯誤而誤入進氣口前方危險區，被發動機吸入左進氣道被發動機葉片所傷因而當場殉職，發動機內部機件嚴重毀損，後送航發中心修復。
- 2025年1月21日，一名胡姓女士官長（機工長）於臺中清泉崗機場進行機號1504的單座F-CK-1A的落地關車前檢查時，因不明原因遭進氣口吸入，入院急救5分鐘即宣告不治。[31]

## 影視文化

### 電影
- 2014年—《想飛》：登場型號為F-CK-1A/B MLU經國號戰鬥機，由男主角張家豪（張睿家飾演）所駕駛。

### 動畫
- 信長之槍中，出現中華民國空軍派出F-CK-1戰機對抗進化侵略體，卻遭到全部殲滅。

### 遊戲
- 由索尼互動娛樂於1999年在PS平台推出的RTS遊戲新．戰鬥國家中則是以隱藏機體登場，機型為F-CK-1A單座機，只能在兵器構成選單中選擇並在遊戲中生產並投入戰鬥，不過該機裝備的雄風二型反艦飛彈則是影射原中科院開發，中華民國空軍最後沒有採用的空射型雄風二C反艦飛彈。
- 由Konami於2001年在XBOX平台推出的飛行模擬射擊遊戲Airforce Delta Storm （页面存档备份，存于）中，做為可操作的機體，以IDF Ching-kuo （页面存档备份，存于）的型號呈現。

### 類似機型
- 梟龍戰鬥機
- 光輝戰鬥機
- JAS39獅鷲戰鬥機
- L-15B戰鬥機
- FA-50 block20戰鬥機

## 外部連結
- 漢翔公司F-CK-1系列戰機介紹（繁體中文）
- 2007世界年鑑IDF戰機發展沿革 （页面存档备份，存于）
- Global Security網站的F-CK-1介紹（页面存档备份，存于）（英文）
- Taiwan Air Power的詳細介紹（页面存档备份，存于）（英文）
- 翔昇機試飛新聞剪影
- 圖集from Kaku's Aprons台東志航基地-IDF經國號篇[]
- F-CK-1 C/D雄鷹戰機由來